# Señorans visittimme
Señorans visittimme (franska: L’heure espagnole) är en opera (musikalisk komedi) i en akt med musik av Maurice Ravel. Libretto av Franc-Nohain, pseudonym för Maurice Legrand.

## Historia
Operan var tänkt som en present till Ravels far, som ett tack för dennes osvikliga stöd då sonen kämpade för att bli erkänd som kompositör. En operasuccé skulle betyda mer för fadern än en konserthussuccé, menade Ravel som ändå under en längre tid hade funderat på att komponera musik som kunde vara underhållande. Legrands komedi hade gjort succé på scenen då Ravel bestämde sig för att sätta musik till den, och författaren erbjöd sig att själv omarbeta den till ett libretto. Sommaren 1907 arbetade Ravel frenetiskt med verket och använde nästan uteslutande hela texten från pjäsförlagan. Olyckligt nog dog fadern innan verket försenat kunde uppföras. Operan hade urpremiär på Opéra-Comique i Paris den 19 maj 1911. Den svenska premiären ägde rum på Stockholmsoperan den 24 september 1925. Operan blev dock ingen större succé till att börja med, utan slog igenom på allvar först efter Ravels död.
Ravel tog med sin musikaliska komedi ståndpunkt mot den överdrivna känslosamheten hos sådana operatonsättare som Jules Massenet, och mot tanken om drifterna som människans drivkraft som präglade Debussys symbolistiskt gåtfulla Pelléas och Mélisande. Ravel leker här med tidsbegreppet på ett originellt och uppfinningsrikt sätt: den bestämda tid under vilken urmakaren går sin rond genom staden, den oändligt långsamma tid som älskarna upplever när de gömmer sig och kärleksstundens snabbt bortrinnande tid. Dessutom sätts mekanik och sexualakt på ett spirituellt sätt i relation till varandra, såväl i musik som i text. En modern fransk version av den traditionella commedia dell'arte, som vid dess tillkomsttid i Frankrike rent av betraktades som frivol och därför ursprungligen refuserades av Albert Carré, direktören för Opéra-Comique.

## Personer
- Torquemada, urmakare (tenor)
- Concepción, hans fru (sopran)
- Gonzalve, en skönande och Concepcións älskare (tenor)
- Ramiro, en mulåsnedrivare (baryton)
- Don Inigo Gomez, bankir och Concepcións älskare (bas)

## Handling
Operan utspelar sig i Toledo på 1700-talet och är fransk musik placerad i Spanien. 
Varje torsdag vid samma klockslag lämnar urmakaren Torquemada huset för att dra upp stadens klockor. Då tar hans hustru Concepcíon (som är det spanska ordet för "befruktning") emot sin älskare Gonzalve. Men den här gången kommer mulåsnedrivaren Ramiro emellan. Han har kommit för att låta reparera sina båda golvur. Torquemada ber honom vänta. För att få bli ensam med Gonzalve skickar Concepcíon in Ramiro i sovrummet med ett av de båda golvuren. Mitt i herdestunden dyker Ramiro upp igen. Gonzalve gömmer sig i det andra golvuret. Nu dyker även den rike Inigo upp för att uppvakta Concepcíon. Hon skickar bort honom och ber mulåsnedrivaren att byta ut klockorna mot varandra. Hon följer med honom in i sovrummet för att försäkra sig om att älskaren inuti uret inte blir alltför omtumlad. Den otillfredsställda Concepcíon återvänder från sovrummet, finner att Inigo väntar på henne i golvuret och söker upp Ramiro för att byta ut uren en sista gång. Men inte heller Inigo kan tillfredsställa henne, eftersom den tjocke bankiren sitter fast i urkistan. Concepcíon ber då på nytt Ramiro att bära in klockan i butiken och sedan följa med henne in i sovrummet - den här gången utan ur. När urmakaren återvänder finner han två klockor och två män, som påstår sig kontrollera klockorna. Inigo sitter fortfarande fast i urkistan och blir befriad först när Concepcíon dyker upp tillsammans med Ramiro. Denne drar ut den tjocke mannen och blir till Concepcíons nye älskare.

## Diskografi (urval)
- L'heure espagnole ; [L'enfant et les sortilèges]. Ogéas, Collard, Berbié, Senéchal, Gilma, Herzog, Rehfuss, Maurane. Kör och orkester från Radiodiffusion-télévision française. Maazel, dirigent. DG (ADD) 449 7692. 2 CD.[2]